# Simon Sohm
Simon Solomon Junior Sohm (Zurigo, 11 aprile 2001) è un calciatore svizzero, centrocampista della Fiorentina e della nazionale svizzera.

## Biografia
Nato a Zurigo, in Svizzera, ha origini nigeriane da parte della madre.

## Caratteristiche tecniche
È un centrocampista abile nell'interdizione e nel recupero palla. Dotato di una discreta tecnica di base, predilige un gioco fatto di passaggi brevi; dominante nel gioco aereo grazie alla stazza imponente, è stato talora schierato anche come difensore centrale e terzino destro.
Nato come mediano, Fabio Pecchia ha avanzato il suo raggio d'azione schierandolo anche come trequartista per aggiungere fisicità al reparto a avanzato, garantendo così un maggior numero di sponde per l'attaccante, trovando spesso la via dell'assist.

## Carriera

### Club

#### Zurigo
Cresciuto nel settore giovanile dello Zurigo, viene inizialmente aggregato allo Zurigo II, in cui gioca per due anni. Ha esordito in prima squadra il 28 ottobre 2018, nella partita di Super League persa per 3-2 contro il San Gallo. Il primo gol con lo FCZ arriva il 22 settembre 2019 in occasione del match vinto 2-0 contro il Thun. Con gli svizzeri esordisce anche nelle coppe europee, in occasione della partita contro l'AEK Larnaca persa per 2-1. Chiude con 46 presenze e un gol in tutte le competizioni.

#### Parma
Il 4 ottobre 2020 viene acquistato dal Parma, con cui firma un quinquennale. Il 18 ottobre successivo esordisce in Serie A nella partita in casa dell'Udinese persa per 3-2, in cui subentra a Jasmin Kurtić. Il 9 maggio 2021 arriva il primo gol, nella sconfitta interna di campionato per 2-5 contro l'Atalanta.
Sohm si rivela fondamentale nello scacchiere dell'allenatore Fabio Pecchia, tant'è che è titolare inamovibile in tutte e tre le stagioni trascorse dal Parma in Serie B nel periodo che va dal 2021-2022 al 2023-2024. Le sue prestazioni gli valgono nel gennaio del 2024 il rinnovo del contratto con il club ducale fino al 30 giugno 2027. Sempre nel 2024 riesce a conquistare la promozione in Serie A contribuendo alla vittoria del campionato.
La stagione successiva torna a giocare in Serie A il 17 agosto 2024 in occasione del match poi finito 1-1 contro la Fiorentina, vestendo peraltro la fascia di capitano. Il 30 ottobre ritrova anche il gol, segnando il momentaneo vantaggio per 1-2 nella partita in casa della Juventus, conclusa poi sul 2-2. Il 15 dicembre segna la sua prima doppietta in nella sconfitta interna contro il Verona per 2-3. Da un contributo eccellente alla salvezza dei ducali, avvenuta nella partita vinta 3-2 in rimonta contro l'Atalanta al Gewiss Stadium nell'ultima giornata. Chiude la sua esperienza con i parmigiani con 155 presenze e 7 gol tra Serie A, Serie B e Coppa Italia.

#### Fiorentina
Dopo 5 anni a Parma, il 4 agosto 2025 viene ingaggiato a titolo definitivo dalla Fiorentina per 15 milioni di euro, firmando un contratto quinquennale.

### Nazionale

#### Nazionali giovanili
Dopo aver giocato con le selezioni under 15, under 16, under 17, under 18 e under 19, nel marzo del 2021 viene incluso dal selezionatore Mauro Lustrinelli nella rosa dell'under 21 partecipante all'Europeo di categoria. Viene convocato anche nel 2023 da Patrick Rahmen per l'Europeo.

#### Nazionale maggiore
Il 7 ottobre 2020, il CT Vladimir Petković lo fa esordire con la Svizzera, rilevando Djibril Sow al 65º minuto della sfida amichevole contro la Croazia, persa per 2-1.
Il 18 novembre 2024 torna a giocare dopo 4 anni una partita in nazionale, in quanto chiamato dal CT Murat Yakın, scendendo in campo da titolare nella sfida di UEFA Nations League persa 2-3 contro la Spagna.

## Statistiche

### Presenze e reti nei club
Statistiche aggiornate al 4 agosto 2025.
| Stagione         | Squadra          | Campionato       | Campionato | Campionato | Coppe nazionali | Coppe nazionali | Coppe nazionali | Coppe continentali | Coppe continentali | Coppe continentali | Altre coppe | Altre coppe | Altre coppe | Totale | Totale |
| Stagione         | Squadra          | Comp             | Pres       | Reti       | Comp            | Pres            | Reti            | Comp               | Pres               | Reti               | Comp        | Pres        | Reti        | Pres   | Reti   |
| ---------------- | ---------------- | ---------------- | ---------- | ---------- | --------------- | --------------- | --------------- | ------------------ | ------------------ | ------------------ | ----------- | ----------- | ----------- | ------ | ------ |
| 2017-2018        | Zurigo II        | 1Lp              | 1          | 0          | -               | -               | -               | -                  | -                  | -                  | -           | -           | -           | 1      | 0      |
| 2018-2019        | Zurigo II        | 1Lp              | 16         | 1          | -               | -               | -               | -                  | -                  | -                  | -           | -           | -           | 16     | 1      |
| Totale Zurigo II | Totale Zurigo II | Totale Zurigo II | 17         | 1          |                 | -               | -               |                    | -                  | -                  |             | -           | -           | 17     | 1      |
| 2018-2019        | Zurigo           | SL               | 6          | 0          | CS              | 1               | 0               | UEL                | 2                  | 0                  | -           | -           | -           | 9      | 0      |
| 2019-2020        | Zurigo           | SL               | 31         | 1          | CS              | 3               | 0               | -                  | -                  | -                  | -           | -           | -           | 34     | 1      |
| set.-ott. 2020   | Zurigo           | SL               | 2          | 0          | CS              | 1               | 0               | -                  | -                  | -                  | -           | -           | -           | 3      | 0      |
| Totale Zurigo    | Totale Zurigo    | Totale Zurigo    | 39         | 1          |                 | 5               | 0               |                    | 2                  | 0                  |             | -           | -           | 46     | 1      |
| ott. 2020-2021   | Parma            | A                | 18         | 1          | CI              | 3               | 0               | -                  | -                  | -                  | -           | -           | -           | 21     | 1      |
| 2021-2022        | Parma            | B                | 28         | 0          | CI              | 1               | 0               | -                  | -                  | -                  | -           | -           | -           | 29     | 0      |
| 2022-2023        | Parma            | B                | 27+2       | 0+1        | CI              | 3               | 0               | -                  | -                  | -                  | -           | -           | -           | 32     | 1      |
| 2023-2024        | Parma            | B                | 32         | 0          | CI              | 3               | 1               | -                  | -                  | -                  | -           | -           | -           | 32     | 1      |
| 2024-2025        | Parma            | A                | 37         | 4          | CI              | 1               | 0               | -                  | -                  | -                  | -           | -           | -           | 38     | 4      |
| Totale Parma     | Totale Parma     | Totale Parma     | 142+2      | 5+1        |                 | 11              | 1               |                    | -                  | -                  |             | -           | -           | 155    | 7      |
| 2025-2026        | Fiorentina       | A                | -          | -          | CI              | -               | -               | UECL               | -                  | -                  | -           | -           | -           | -      | -      |
| Totale carriera  | Totale carriera  | Totale carriera  | 200        | 7          |                 | 16              | 1               |                    | 2                  | 0                  |             | -           | -           | 216    | 8      |

### Cronologia presenze e reti in nazionale
| Cronologia completa delle presenze e delle reti in nazionale ― Svizzera | Cronologia completa delle presenze e delle reti in nazionale ― Svizzera | Cronologia completa delle presenze e delle reti in nazionale ― Svizzera | Cronologia completa delle presenze e delle reti in nazionale ― Svizzera | Cronologia completa delle presenze e delle reti in nazionale ― Svizzera | Cronologia completa delle presenze e delle reti in nazionale ― Svizzera | Cronologia completa delle presenze e delle reti in nazionale ― Svizzera | Cronologia completa delle presenze e delle reti in nazionale ― Svizzera |
| Data                                                                    | Città                                                                   | In casa                                                                 | Risultato                                                               | Ospiti                                                                  | Competizione                                                            | Reti                                                                    | Note                                                                    |
| ----------------------------------------------------------------------- | ----------------------------------------------------------------------- | ----------------------------------------------------------------------- | ----------------------------------------------------------------------- | ----------------------------------------------------------------------- | ----------------------------------------------------------------------- | ----------------------------------------------------------------------- | ----------------------------------------------------------------------- |
| 7-10-2020                                                               | San Gallo                                                               | Svizzera                                                                | 1 – 2                                                                   | Croazia                                                                 | Amichevole                                                              | -                                                                       | 64’                                                                     |
| 18-11-2024                                                              | Santa Cruz de Tenerife                                                  | Spagna                                                                  | 3 – 2                                                                   | Svizzera                                                                | UEFA Nations League 2024-2025 - 1º turno                                | -                                                                       | 60’                                                                     |
| Totale                                                                  |                                                                         | Presenze                                                                | 2                                                                       |                                                                         | Reti                                                                    | 0                                                                       |                                                                         |

| Cronologia completa delle presenze e delle reti in nazionale ― Svizzera under 21 | Cronologia completa delle presenze e delle reti in nazionale ― Svizzera under 21 | Cronologia completa delle presenze e delle reti in nazionale ― Svizzera under 21 | Cronologia completa delle presenze e delle reti in nazionale ― Svizzera under 21 | Cronologia completa delle presenze e delle reti in nazionale ― Svizzera under 21 | Cronologia completa delle presenze e delle reti in nazionale ― Svizzera under 21 | Cronologia completa delle presenze e delle reti in nazionale ― Svizzera under 21 | Cronologia completa delle presenze e delle reti in nazionale ― Svizzera under 21 |
| Data                                                                             | Città                                                                            | In casa                                                                          | Risultato                                                                        | Ospiti                                                                           | Competizione                                                                     | Reti                                                                             | Note                                                                             |
| -------------------------------------------------------------------------------- | -------------------------------------------------------------------------------- | -------------------------------------------------------------------------------- | -------------------------------------------------------------------------------- | -------------------------------------------------------------------------------- | -------------------------------------------------------------------------------- | -------------------------------------------------------------------------------- | -------------------------------------------------------------------------------- |
| 12-11-2020                                                                       | Thun                                                                             | Svizzera under 21                                                                | 2 – 1                                                                            | Azerbaigian under 21                                                             | Qual. Europeo Under-21 2021                                                      | -                                                                                | 80’                                                                              |
| 16-11-2020                                                                       | Caen                                                                             | Francia under 21                                                                 | 3 – 1                                                                            | Svizzera under 21                                                                | Qual. Europeo Under-21 2021                                                      | -                                                                                | 60’                                                                              |
| 28-3-2021                                                                        | Capodistria                                                                      | Croazia under 21                                                                 | 3 – 2                                                                            | Svizzera under 21                                                                | Europeo Under-21 2021 - 1º turno                                                 | -                                                                                | 59’                                                                              |
| 30-5-2021                                                                        | Marbella                                                                         | Svizzera under 21                                                                | 2 – 0                                                                            | Irlanda under 21                                                                 | Amichevole                                                                       | -                                                                                | 60’                                                                              |
| 3-9-2021                                                                         | Sion                                                                             | Svizzera under 21                                                                | 4 – 0                                                                            | Gibilterra under 21                                                              | Qual. Europeo Under-21 2023                                                      | -                                                                                |                                                                                  |
| 7-9-2021                                                                         | Gibilterra                                                                       | Gibilterra under 21                                                              | 0 – 4                                                                            | Svizzera under 21                                                                | Qual. Europeo Under-21 2023                                                      | -                                                                                | Cap. 67’                                                                         |
| 8-10-2021                                                                        | Losanna                                                                          | Svizzera under 21                                                                | 2 – 2                                                                            | Paesi Bassi under 21                                                             | Qual. Europeo Under-21 2023                                                      | -                                                                                |                                                                                  |
| 12-10-2021                                                                       | Sofia                                                                            | Bulgaria under 21                                                                | 0 – 1                                                                            | Svizzera under 21                                                                | Qual. Europeo Under-21 2023                                                      | -                                                                                |                                                                                  |
| 12-11-2021                                                                       | Thun                                                                             | Svizzera under 21                                                                | 3 – 0                                                                            | Moldavia under 21                                                                | Qual. Europeo Under-21 2023                                                      | -                                                                                | Cap. 45’                                                                         |
| 16-11-2021                                                                       | Newport                                                                          | Galles under 21                                                                  | 0 – 1                                                                            | Svizzera under 21                                                                | Qual. Europeo Under-21 2023                                                      | -                                                                                | Cap.                                                                             |
| 25-3-2022                                                                        | Losanna                                                                          | Svizzera under 21                                                                | 5 – 1                                                                            | Galles under 21                                                                  | Qual. Europeo Under-21 2023                                                      | -                                                                                | 55’                                                                              |
| 29-3-2022                                                                        | Deventer                                                                         | Paesi Bassi under 21                                                             | 2 – 0                                                                            | Svizzera under 21                                                                | Qual. Europeo Under-21 2023                                                      | -                                                                                |                                                                                  |
| 4-6-2022                                                                         | Lugano                                                                           | Svizzera under 21                                                                | 1 – 0                                                                            | Bulgaria under 21                                                                | Qual. Europeo Under-21 2023                                                      | -                                                                                |                                                                                  |
| 8-6-2022                                                                         | Chișinău                                                                         | Moldavia under 21                                                                | 1 – 1                                                                            | Svizzera under 21                                                                | Qual. Europeo Under-21 2023                                                      | -                                                                                | 66’                                                                              |
| 22-9-2022                                                                        | Marbella                                                                         | Giappone under 21                                                                | 1 – 2                                                                            | Svizzera under 21                                                                | Amichevole                                                                       | -                                                                                | 46’                                                                              |
| 24-9-2022                                                                        | Marbella                                                                         | Norvegia under 21                                                                | 3 – 2                                                                            | Svizzera under 21                                                                | Amichevole                                                                       | -                                                                                | 46’                                                                              |
| 24-3-2023                                                                        | Almería                                                                          | Spagna under 21                                                                  | 3 – 2                                                                            | Svizzera under 21                                                                | Amichevole                                                                       | -                                                                                | 80’                                                                              |
| 28-3-2023                                                                        | Basilea                                                                          | Svizzera under 21                                                                | 2 – 1                                                                            | Israele under 21                                                                 | Amichevole                                                                       | -                                                                                | 64’                                                                              |
| 22-6-2023                                                                        | Cluj-Napoca                                                                      | Norvegia under 21                                                                | 1 – 2                                                                            | Svizzera under 21                                                                | Europeo Under-21 2023 - 1º turno                                                 | -                                                                                |                                                                                  |
| 25-6-2023                                                                        | Cluj-Napoca                                                                      | Svizzera under 21                                                                | 2 – 3                                                                            | Italia under 21                                                                  | Europeo Under-21 2023 - 1º turno                                                 | -                                                                                |                                                                                  |
| 28-6-2023                                                                        | Cluj-Napoca                                                                      | Svizzera under 21                                                                | 1 – 4                                                                            | Francia under 21                                                                 | Europeo Under-21 2023 - 1º turno                                                 | -                                                                                | 71’                                                                              |
| 1-7-2023                                                                         | Bucarest                                                                         | Spagna under 21                                                                  | 2 – 1 dts                                                                        | Svizzera under 21                                                                | Europeo Under-21 2023 - Quarti di finale                                         | -                                                                                | 58’                                                                              |
| Totale                                                                           |                                                                                  | Presenze                                                                         | 22                                                                               |                                                                                  | Reti                                                                             | 0                                                                                |                                                                                  |

## Palmarès

### Club
- Campionato italiano di Serie B: 1

Parma: 2023-2024